# Bretenoux
Bretenoux település Franciaországban, Lot megyében. Lakosainak száma 1429 fő (2022. január 1.). Bretenoux Biars-sur-Cère, Cornac, Girac, Glanes, Prudhomat és Saint-Michel-Loubéjou községekkel határos.

## Népesség
A település népességének változása:
| Lakosok száma | 1071 | 1213 | 1211 | 1311 | 1362 | 1386 | 1356 | 1368 | 1370 | 1429 |
|               | 1968 | 1982 | 1990 | 2006 | 2013 | 2015 | 2017 | 2019 | 2020 | 2022 |